# Sergei Nikolajewitsch Winogradski

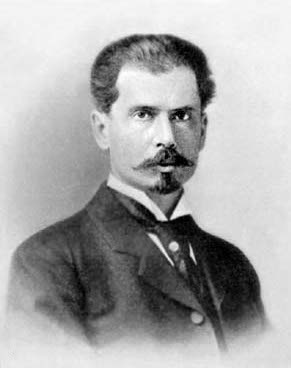
Sergei Winogradski, ca. 1890er

Sergei Nikolajewitsch Winogradski (russisch Сергей Николаевич Виноградский, wiss. Transliteration Sergej Nikolaevič Vinogradskij, englisch auch Sergei Winogradsky transkribiert; * 1.jul. / 13. September 1856greg. in Kiew, Russisches Kaiserreich; † 24. Februar 1953 in Brie-Comte-Robert bei Paris) war ein russischer Mikrobiologe und Pflanzenphysiologe.

## Leben und Wirken
Er studierte 1881 bis 1884 Naturwissenschaften an der Universität von Sankt Petersburg bei Chemiker Nikolai A. Menschutkin und Pflanzenphysiologe Andrei S. Faminzyn. Ab 1885 arbeitete er an der Universität Straßburg bei dem Botaniker Anton de Bary. Winogradski war ab 1891 Professor am Kaiserlichen Institut für experimentelle Medizin (IEM) in Sankt Petersburg und ab 1922 am Institut Pasteur in Paris tätig. 1894 wurde er zum korrespondierenden Mitglied der Russischen Akademie der Wissenschaften in Sankt Petersburg gewählt; 1923 wurde er Ehrenmitglied der Akademie. 1902 wurde er korrespondierendes und 1924 auswärtiges Mitglied der Académie des sciences. In die Königlich Niederländische Akademie der Wissenschaften wurde er 1932 aufgenommen.
Winogradski entdeckte 1887 die Chemolithotrophie durch Untersuchung der Schwefeloxidierenden Bakterien Beggiatoa in der Winogradsky-Säule. Somit formulierte er erstmals das Konzept geochemisch aktiver Bakterien, die in der Lage sind, anorganische Verbindungen zu oxidieren und aus diesen Reaktionen Energie zu beziehen und Zellmasse aufzubauen. Er isolierte 1890 als erster nitrifizierende Bakterien in Reinkultur und erkannte, dass an der Oxidation von Ammoniak zu Nitrit und Nitrit zu Nitrat zwei unterschiedliche Organismen beteiligt sind (Nitrosomonas und Nitrobacter). Er erbrachte 1895 erstmals den Nachweis der Stickstofffixierung aus der Luft bei einer Kultur von Clostridium pasteurianum.
Winogradski entwickelte (unabhängig von Martinus W. Beijerinck) das Prinzip der Anreicherungskultur („elektive Kultur“ in seinen Worten). Er bereitete zusammen mit Beijerinck und dessen Schülern den Weg für die nicht-medizinische Mikrobiologie (sogenannte „Delfter Schule der Mikrobiologie“). Im Gegensatz zu Beijerinck, bildete Winogradski nur den russischen Mikrobiologen Wassili L. Omeljanski aus, welcher die Methodik Winogradskis in Russland und der Sowjetunion verbreitete.